# Diego Mercado
Diego Alan Mercado Carrizo, noto semplicemente come Diego Mercado (Buenos Aires, 3 gennaio 1997), è un calciatore argentino, centrocampista del Miami FC.

## Caratteristiche tecniche
È un mediano.

## Carriera
Cresciuto nel settore giovanile dell'Independiente, ha debuttato in prima squadra il 21 ottobre 2018 disputando l'incontro di Superliga vinto 3-1 contro l'Huracán.

## Statistiche
Statistiche aggiornate all'8 marzo 2020.

### Presenze e reti nei club
| Stagione        | Squadra         | Campionato      | Campionato | Campionato | Coppe nazionali | Coppe nazionali | Coppe nazionali | Coppe continentali | Coppe continentali | Coppe continentali | Altre coppe | Altre coppe | Altre coppe | Totale | Totale | Totale |
| Stagione        | Squadra         | Comp            | Pres       | Reti       | Comp            | Pres            | Reti            | Comp               | Pres               | Reti               | Comp        | Pres        | Reti        | Pres   | Reti   |        |
| --------------- | --------------- | --------------- | ---------- | ---------- | --------------- | --------------- | --------------- | ------------------ | ------------------ | ------------------ | ----------- | ----------- | ----------- | ------ | ------ | ------ |
| 2018-2019       | Independiente   | PD              | 1          | 0          | CA              | 0               | 0               | CS                 | 0                  | 0                  |             | -           | -           | 1      | 0      |        |
| 2019-2020       | Independiente   | PD              | 3          | 0          | CA              | 0               | 0               | CS                 | 0                  | 0                  |             | -           | -           | 3      | 0      |        |
| Totale carriera | Totale carriera | Totale carriera | 4          | 0          |                 | 0               | 0               |                    | 0                  | 0                  |             | -           | -           | 4      | 0      |        |